# 第3衛生連隊 (フランス軍)
第3衛生連隊（だいさんえいせいれんたい、3e régiment médical：3e RMED）は、ローヌ県リヨンに駐屯する、第2後方支援旅団隷下のフランス陸軍の衛生連隊である。2011年6月15日に第1衛生連隊と併合、7月4日に衛生連隊に名称を変更された。2016年7月1日に兵站コマンド(COMLOG)の隷下部隊となった。
兵種は衛生など、伝統的区分は衛生である。

## 沿革
- 2001年：第3衛生連隊が新編される。
- 2011年：第1衛生連隊と併合、名称が衛生連隊となる。
- 2016年：兵站コマンドの隷下部隊となる。

## 最新の部隊編成
- 連隊本部
- 本部管理中隊
- 〔第1衛生大隊〕
  - 大隊本部班
  - 特殊武器防護隊
  - 第1衛生搬送隊
  - 第2衛生搬送隊
  - 緊急搬送隊
- 〔第2衛生大隊〕
  - 大隊本部班
  - 特殊武器防護隊
  - 第1衛生搬送隊
  - 第2衛生搬送隊
  - 緊急搬送隊
- 〔第3衛生大隊〕
  - 大隊本部班
  - 特殊武器防護隊
  - 第1衛生搬送隊
  - 第2衛生搬送隊
  - 緊急搬送隊
- 〔第4衛生大隊〕
  - 大隊本部班
  - 特殊武器防護隊
  - 第1衛生搬送隊
  - 第2衛生搬送隊
  - 緊急搬送隊
- 第1予備衛生隊
- 第2予備衛生隊

## 任務
- 連隊は、各部隊に対して衛生兵の派遣や後方における負傷者の治療・回復に寄与し、兵士達に衛生的な環境を提供し維持することである。

### 定員
- 連隊の人員構成としては、約1000名からなる。
- 救急車等衛生車両136台、救急型VAB36台、他にトレーラーを装備する。

## 主要装備
- GIAT BM92-G1
- FA-MAS
- VAB
- P4
- TRM 2000
- TRM 4000
- TRM 10000
- GBC 180